# Letlive.
I letlive. sono stati un gruppo post-hardcore statunitense formatosi a Los Angeles, California, nel 2002. La band era formata dal cantante Jason Aalon Butler, i chitarristi Jean Nascimento e Jeff Sahyoun e il bassista Ryan Jay Johnson.
I letlive. hanno pubblicato il loro primo EP Exhaustion, Salt Water, and Everything In Between nel 2003 e il loro primo album in studio Speak Like You Talk nel 2005. Il secondo album, Fake History, è uscito per la prima volta nel 2010, per poi venir ristampato dalla Epitaph nel 2011, riscuotendo un discreto successo di pubblico, al punto da venire inserito nella classifica dei "101 classici moderni" stilata da Rock Sound. L'uscita del loro terzo album, intitolato The Blackest Beautiful, è avvenuta il 9 luglio 2013 da parte della Epitaph Records.
La band è nota soprattutto per aver preso parte a svariati tour in compagnia di band internazionali come A Day to Remember, Enter Shikari, Underoath, Your Demise e Deftones.

## Storia del gruppo

### Primi anni(2002-2009)

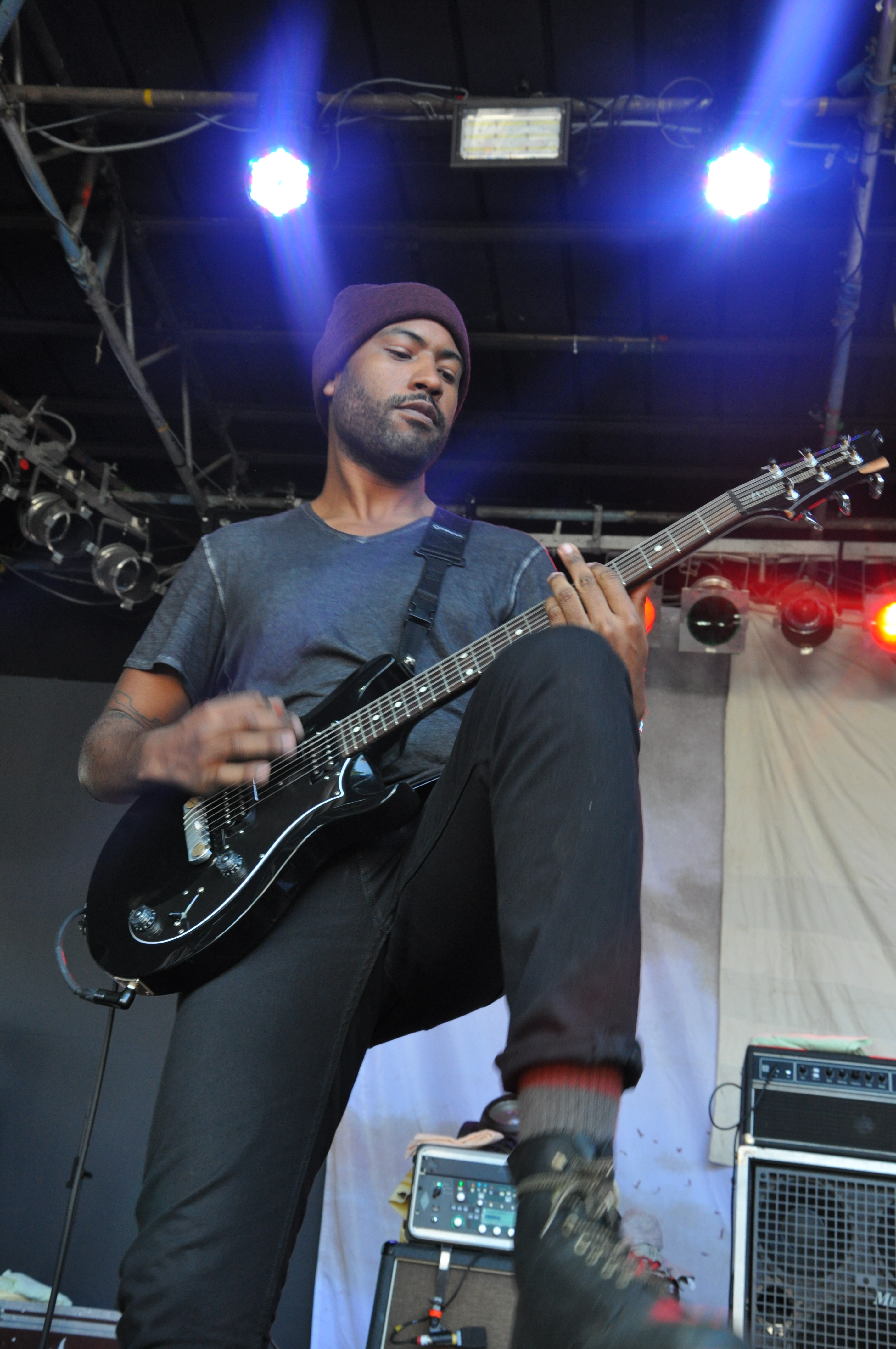
Il chitarrista Jeff Sahyoun

I letlive. si sono formati a Los Angeles nel 2002 dal cantante Jason Aalon Butler, dal batterista Alex Haythorn, dal chitarrista Ben Sharp e dal bassista Christian Johansen. Nel 2003, il debutto della band EP Exhaustion, Salt Water e Everything in Between è stato pubblicato da One Records. Dopo un cambio di line-up, il loro primo album Speak Like You Talk è stato pubblicato nel 2005, sempre da One Records. Il bassista Ryan Jay Johnson si unì alla band prima dell'uscita, ma non si esibì nell'album. Nel 2007, Ben Sharp lasciò la band e la band fu afflitta da successivi cambi di line-up.

### Fake History(2009-2013)

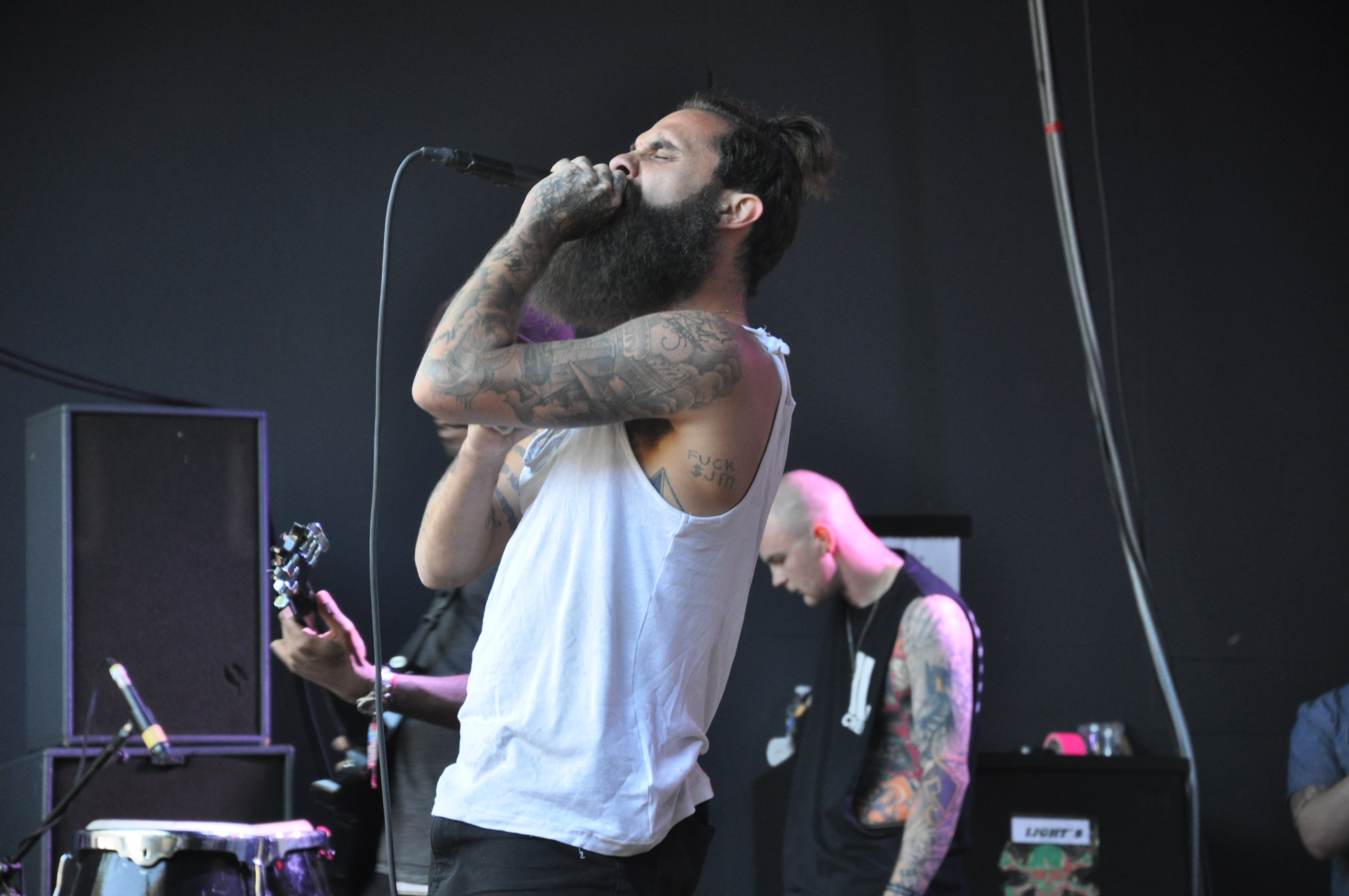
Il cantante Jason Aalon Alexander Butler

Dopo aver stabilito una prima formazione stabile con i chitarristi Jean Nascimento e Ryan Johnson, e il batterista Anthony Rivera che accompagna Butler e Johnson, i letlive. ha viaggiato negli Stati Uniti e in Canada per guadagnare uno slancio. La band ha firmato con Tragic Hero Records nel 2009 e ha pubblicato il loro secondo album intitolato Fake History l'anno successivo. La band ha continuato a girare, e dopo aver firmato con Epitaph Records nel febbraio 2011, ha intrapreso un breve tour europeo. Hanno firmato con Epitaph dopo che il frontman dei Bring Me the Horizon Oliver Sykes ha contattato il proprietario dell'etichetta Brett Gurewitz dopo averli visti esibirsi in un concerto nel 2008.
Epitaph ha rilasciato nuovamente Fake History nell'aprile 2011 con tre tracce aggiuntive, tra cui due B-sides e una nuova canzone prodotta da Brett Gurewitz. Il re-release è stata oggetto di numerose recensioni favorevoli da AllMusic, Alternative Press, la BBC e Rock Sound. A partire da giugno 2011, la band ha intrapreso un tour più vasto, incluse le apparizioni al Download Festival e al Leeds Festival, supportando gli Enter Shikari e gli Your Demise nel loro tour europeo continentale, e negli Stati Uniti, a sostegno degli Underoath e dei August Burns Red. Nel febbraio 2012, i letlive. sono tornati a supportare gli Enter Shikari e gli Your Demise per la prima volta in Australia come parte del Soundwave Festival del 2012.
Nell'ottobre 2012, la band annunciò che si erano separati dal batterista Anthony Rivera.

### The Blackest BeautifuleIf I'm the Devil ...(2013-2017)

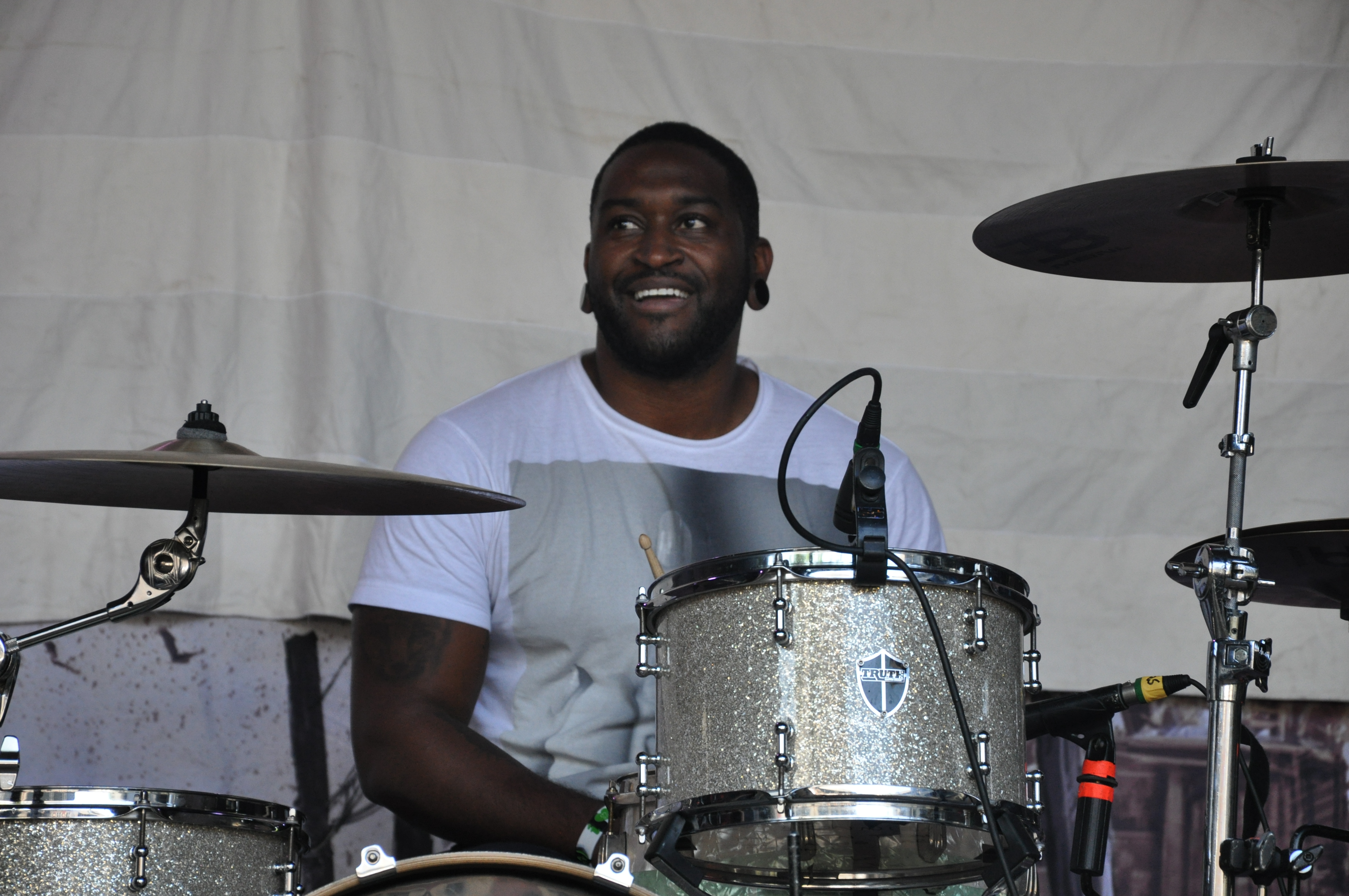
Il batterista Loniel Robinson

Il 4 giugno è stato pubblicato il singolo "Banshee - Ghost Fame2w". Il 17 giugno, l'intero album è stato trasmesso sul sito Rock Sound, tre settimane prima dell'uscita programmata. The Blackest Beautiful è stato rilasciato il 9 luglio 2013 per una ricezione critica positiva. Il processo di scrittura è emerso da molte tensioni creative tra i membri della band, su cui Butler ha dichiarato: "Abbiamo innalzato il livello e tutto doveva essere approvato da tutti gli altri. Avremmo dovuto diventare molto trasparenti l'uno con l'altro e dire semplicemente 'guarda, io proprio non mi piace questo 'o' questo non funziona per me '". In un'intervista a Fuse, rilasciata il 16 luglio, è stato confermato che Loniel Robinson, il batterista dei tour, degli Of Mice & Men, sarebbe diventato un membro permanente. L'album debuttò negli Stati Uniti al numero 74 della Billboard 200 e al numero 6 degli album Hard Rock, vendendo quasi cinquemila copie. Nel Regno Unito, l'album ha debuttato al numero 62. Un video musicale per la canzone "Younger" è stato rilasciato il 26 settembre 2013. Il 23 gennaio, i letlive. hanno rivelato che avrebbero rilasciato "interpretazioni" di canzoni dei The Blackest Beautiful, con vari artisti nelle versioni rifatte delle canzoni. La prima "resa" pubblicata è stata una nuova versione di "27 Club". Il 23 aprile, la loro seconda "resa" è stata pubblicata con una nuova versione di "The Dope Beat", con Dan "Soupy" Campbell dei The Wonder Years.
Il 10 febbraio 2015, Jean Nascimento ha lasciato la band per motivi sconosciuti.
Il 25 settembre 2015, la band ha postato un tweet confermando che avevano completato il loro quarto album e che sarebbe stato pubblicato nel 2016. Lo stesso giorno, hanno anche confermato che sarebbero state aggiunte ulteriori aggiunte al loro progetto - album "Renditions" in attesa di concentrarsi sulla nuova musica. Il 3 novembre 2015, in un articolo online di Revolver Magazine, i letlive. hanno rivelato che il loro quarto album in studio si sarebbe chiamato If I'm the Devil.... .

### Divisione del gruppo
Il 28 aprile 2017, la band ha annunciato che dopo 15 anni insieme, si sarebbero divisi.
A luglio 2017, Butler, l'ex chitarrista dei The Chariot Stephen Harrison, e il batterista dei Night Verses, Aric Improta, hanno composto una nuova band dal nome The Fever 333 poi cambiato in Fever 333. La band esibì il loro primo spettacolo insieme sul retro del camion di U-Haul nel parcheggio di Randy's Donuts a Inglewood, in California.

## Stile musicale
Lo stile musicale dei letlive. è stato descritto come post-hardcore così come rock sperimentale, art punk e metalcore. Remfry Dedman, scrivendo per The Independent, ha descritto il suono dei letlive. come "sfruttando il potere severo e frenetico dei Black Flag e sposandolo con l'anima melodica e contagiosa di Michael Jackson". In un'intervista del 2011 con Rock Sound, il frontman Jason Butler ha dichiarato che "vogliamo mostrare alla gente che l'anima del punk rock americana che è molto buona ed è ancora viva". Aspetti tipici della musica della band includono la consegna vocale emotiva di Butler, duelli di chitarre e testi introspettivi che trattano argomenti come l'infedeltà, la cultura, l'avidità e la corruzione.

## Formazione

### Formazione attuale
- Jason Aalon Alexander Butler – voce (2002–2017)
- Ryan Jay Johnson – basso, voce secondaria (2005–2017)
- Jeff Sahyoun – chitarra, voce secondaria (2009–2017)
- Loniel Robinson – batteria (2013-2017)

### Ex componenti
- Ben Sharp – chitarra (2002-2007)
- Keeyan Majdi – chitarra (2002-2003)
- Craig Sanchez – chitarra (2003-2005)
- Omid Majdi – chitarra (2005-2007)
- Brenden Russel – chitarra (2007-2009)
- Christian Johansen – basso (2002-2005)
- Alex Haythorn – batteria (2002-2004)
- Adam Castle – batteria (2004-2007)
- Anthony Rivera – batteria (2007-2012)
- Jean Francisco Nascimento – chitarra (2007–2015)

## Discografia
Album in studio
- 2005 - Speak Like You Talk
- 2010 - Fake History
- 2013 - The Blackest Beautiful
- 2016 - If I'm the Devil...

EP
- 2003 – Exhaustion, Salt Water, and Everything In Between

Demo
- 2002 - The Solid State Aftermath

## Videografia

### Video musicali
- 2010 – Casino Columbus
- 2011 – The Sick, Sick, 6.8 Billion
- 2011 – Renegade 86
- 2012 – Muther
- 2013 – Banshee (Ghost Fame)
- 2013 – Younger